# تریلر لایو
تِریلِر لایو (به انگلیسی: Thriller – Live، به معنی: اجرای زندهٔ هیجان‌انگیز) نام یک تئاتر موزیکال دوونیم ساعته است از سال ۲۰۰۷ تا به امروز اجرا می‌شود. این کنسرت در بزرگداشت گروه جکسون فایو و مایکل جکسون ترتیب داده شده‌است. این تئاتر از سال ۲۰۰۷ آغاز به کار کرده‌است و تعداد ۲۰ خواننده و رقصندهٔ خردسال و بزرگسال در آن ایفای نقش می‌کنند. تریلر لایو تاکنون در کشورهایی همانند آلمان، چین، آفریقای جنوبی و هلند به اجرا برنامه پرداخته‌است و هم‌اکنون در تئاتر لیریک شهر لندن، انگلستان برگزار می‌شود.